# Ашраф Аман
Ашраф Аман (урду: اشرف امان, нар. 15 січня 1938) — пакистанський альпініст, авантюрист та інженер. 1977 року він став першим пакистанцем, який підкорив вершину K2. Керує туристичною компанією «Adventure Tours Pakistan», а також є віцепрезидентом Альпійського клубу Пакистану.

## Здобутки та відзнаки
- 1962 — Експедиція Нанга Парбат з німцями, нагороджений гімалайським тигром.
- 1967 — учасник Пакистансько-Чехословацької спільної експедиції, нагороджений золотою медаллю.
- 1971/76 — Гірський гід у Гімалаях, Каракорумі та Гіндукуші.
- 1977 — Японсько-пакистанська спільна експедиція на К2. Він став першим пакистанцем, який піднявся на К2 7 серпня, а потім був нагороджений Президентською нагородою « Гордість за виконання»
- 1980 — учасник Міжнародного проекту Каракорам, нагороджений лондонською стипендією RGS.
- 1982 — учасник німецької експедиції
- 1983/84 — Гірський гід з різними альпіністськими експедиціями.
- 1985 — офіцер зв'язку з японською експедицією на піку Нангапарбат і Пассу-Сар

- 1986 — учасник дослідницької експедиції Каракарам Гімалаї під керівництвом професора Кіта Міллера у Тибеті та Західному Китаї.
- 1987/88 рр. — офіцер зв'язку з першою пакистанською зимовою експедицією К2 під час екстремальних холодів з грудня 1987 року По березень 1988 року під керівництвом А. Завади.
- 1989 — група трекінгів з гідом на льодовику Біафо Гіспар.
- 1990 — Експедиція на гору Мекколан на Алясці.
- 1991 — Досліджений Чиллінджі Трек, перша орієнтована група на перевалі Чіліндзі.
- 1995 — LO Французька експедиція Спантік. Познайомив китайських альпіністів з Пакистанськими горами. Похід Балторо зі Всесвітньою службою ВВС.
- 1998 — Пошук французького альпініста пана Еріка Ескоф'є на Броуд -Піку.
- 1999 — нагороджений золотою медаллю UND DEI CENTO у Мілані.